# 皂膜
皂膜（Soap films）是由液體（多半是水基液體，例如肥皂液）在空氣中形成的薄膜。例如兩個肥皂泡接觸時，兩個肥皂泡會融合成一個，而在中間形成薄膜。泡沫就是由許多皂膜，依普拉托定律連接成的網路。皂膜有兩層表面，由於表面張力，皂膜會使表面面積最小。皂膜可以用來成為極小曲面的模型，常用在數學中。

## 穩定性

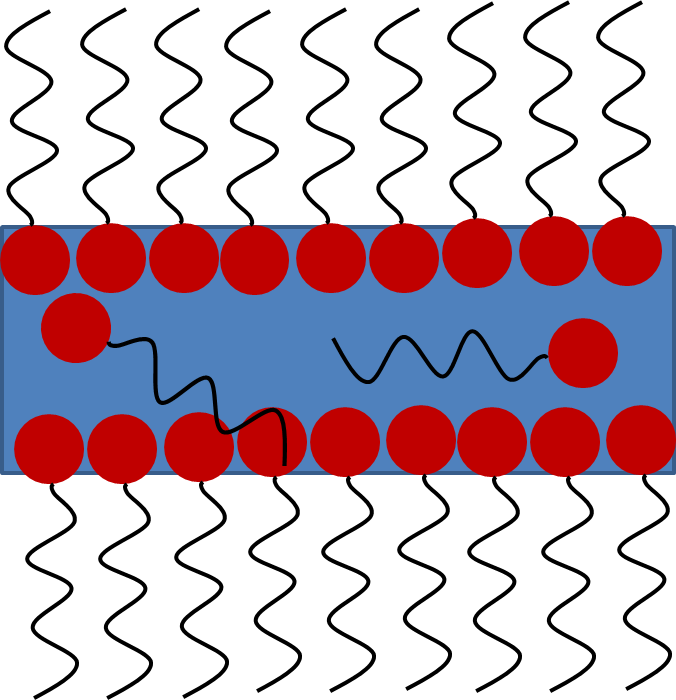
圖1：皂膜兩面上表面活性剂的組織

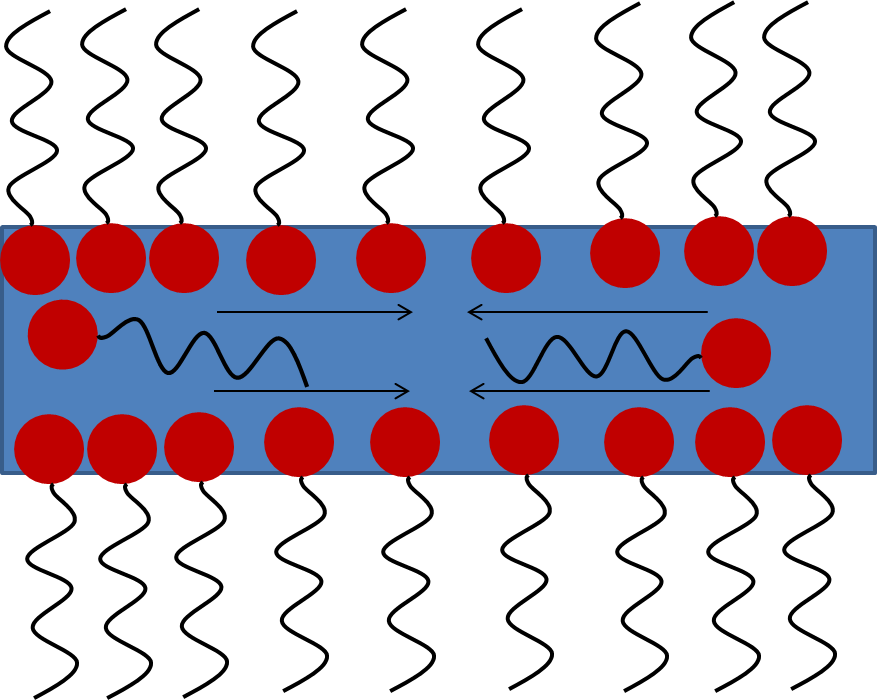
圖2：因為表面活性剂集中產生的馬倫哥尼效應。箭頭表示力的方向

從日常經驗可以看出，在水或是純液體中不太容易讓泡沫持續存在。而肥皂的成份有表面活性剂分子，可以穩定肥皂泡。表面活性剂多半會是两亲分子，其中有疏水性的部份及親水性的部份，會在空氣/水的介面上排列（見圖1）。
表面活性剂會讓皂膜的二層表面之間有排斥力，讓皂膜不會變薄破裂。可以透過有關分離壓的計算來量化其效果。主要的排斥機制是位阻效应（表面活性剂無法交錯）及靜電力（若表面活性剂有帶電的情形）。
若皂膜的厚度有波動時，靠著著表面活性剂的馬倫哥尼效應也會使皂膜穩定。因此皂膜介面有一些可撓性。若上面的表面張力沒有均勻分佈，會透過馬倫哥尼效應使表面張力均勻分佈（見圖2）。
不過就算存在有穩定效果的表面活性剂，皂膜仍無法永久存在不破裂。水會慢慢蒸發（速率因著空氣中濕度而不同）。而且只要皂膜不是完美的水平配置，其中的液體會因為重力而往下方流動，漸漸累積到下方，最後皂膜的上方會變薄，最後破裂。

## 表面張力的影響：极小曲面
以數學的觀點來看，皂膜可以視為是极小曲面。表面张力是量測形成表面需要的能量，會將表面極小化，因為表面能量和皂膜面積成正比，皂膜會變形使其表面極小，因此也使其能量極小。
皂膜的形式會依照支持方式而變化。若在平的表面上，皂膜一般也會是平的，不過若是支持的物體形狀較複雜，皂膜會變形，使其表面達到極小曲面。

## 顏色

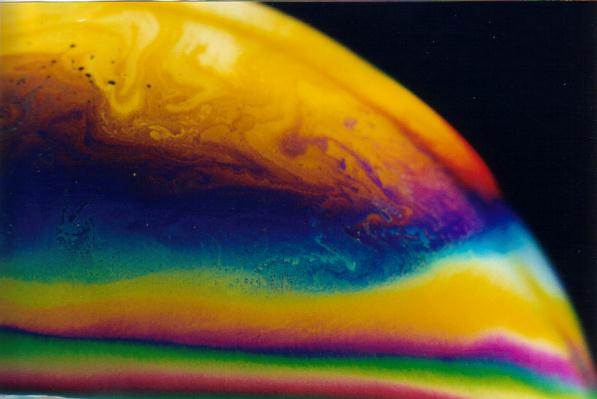
圖3：皂膜的薄膜干涉。最上方金黃色的部份是皂膜最薄的位置，甚至其中有幾個小的黑點

皂膜的彩虹色是因為皂膜兩層表面干涉光波所造成，此現象稱為薄膜干涉，會因皂膜的厚度而定。此現象的原理不是因為形成彩虹的折射造成，比較類似油污在水上產生的彩虹色。

## 水份流動的影響
若選擇適當的表面活性剂，適當的控制大氣濕度及空氣的流動，水平的皂膜可以維持幾分鐘其至到幾小時。不過，垂直的皂膜會因為重力影響使水份往下流，使上方的皂膜變薄。皂膜顏色隨厚度而變化，因此垂直皂膜上方的顏色會和下方不同。

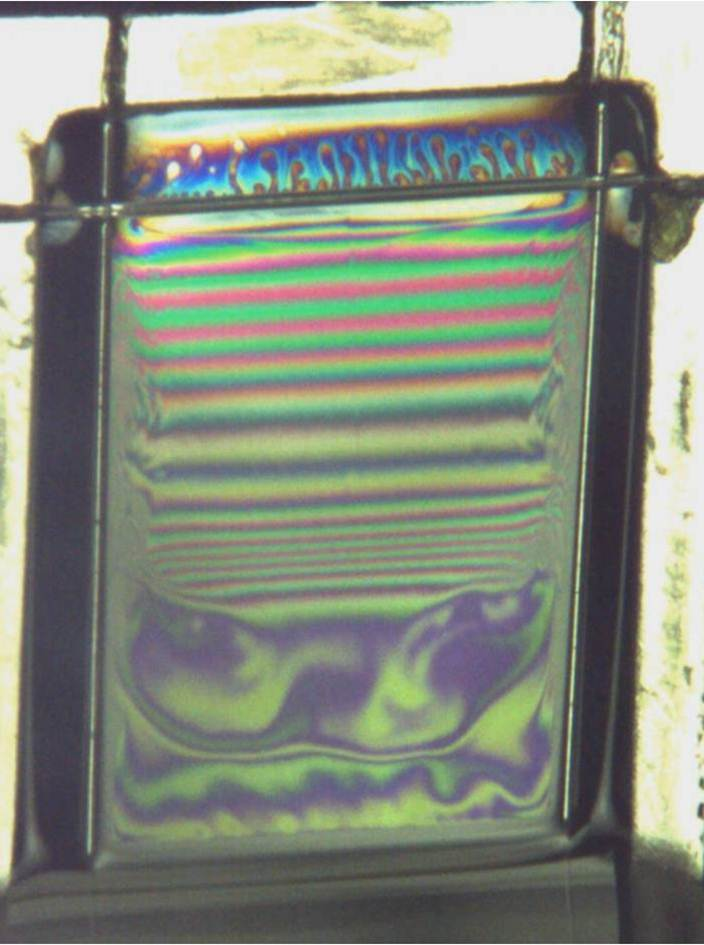
圖4：垂直的皂膜

## 破裂
若皂膜不穩定，最後則會破裂。在皂膜某處會有破洞，之後破洞會迅速擴大。表面张力會使得表面極小化，因此皂膜最後會消失。破洞的出現會被液體的慣性所減慢。慣性力的平衡以及表面張力會產生以下的開口速度（opening velocity）：
{\displaystyle V={\sqrt {\frac {2\gamma }{\rho h}}}}
其中
{\displaystyle \gamma }為液體表面張力
{\displaystyle \rho }為液體密度
{\displaystyle h}為皂膜厚度